# E. V. Gordon
Eric Valentine Gordon (Salmon Arm (Columbia Británica), 14 de febrero de 1896-Mánchester (Inglaterra), 1938) fue un filólogo canadiense conocido por compilar y publicar varios textos germánicos medievales en su idioma original. 
Se educó en el Victoria College y en la Universidad McGill. También fue uno de los ocho ganadores canadienses de la Beca Rhodes, enseñó en el University College de la Universidad de Oxford en 1920, y más tarde en la Universidad de Leeds (1922-1931) y en la de Mánchester (1932-1938).
Uno de sus primeros trabajos, publicado por primera vez en 1927 y desde entonces frecuentemente reimpreso a lo largo de los años, fue An Introduction to Old Norse. Gordon trabajó con J. R. R. Tolkien varias veces en diversos trabajos académicos y libros publicados, entre los que se puede incluir el glosario A Middle English Vocabulary y la primera edición moderna de Sir Gawain y el Caballero Verde (Sir Gawain and the Green Knight), mientras Tolkien enseñaba en la Universidad de Leeds. Cuando Gordon se trasladó a Leeds, Tolkien escribió en su diario: «Eric Valentine Gordon ha llegado y se ha establecido firmemente y es mi querido amigo y camarada».

## ElViking Cluby otros asuntos
Gordon también fundó el Viking Club (‘club vikingo’) con J. R. R. Tolkien. En ese club se dedicaron a leer viejas sagas islandesas en nórdico antiguo (y a beber cerveza) con sus estudiantes de la facultad; así como a escribir canciones originales en anglosajón. Una recopilación de éstas fue publicada de manera privada con el título Songs for the Philologists. La mayoría de los ejemplares impresos fueron destruidos por un incendio, y sólo unos 14 ejemplares parecen haber sobrevivido.
En 1930 Gordon se casó con Ida Pickles, y juntos tuvieron cuatro hijos. Tras la muerte de Gordon en 1938 fue Ida, también filóloga, la que revisó y completó la edición de Perla (Pearl) para su publicación. En 1938 Gordon también se había comprometido con George Leslie Brook (1910-1987) para publicar una edición del Brut de Layamon para la Early English Text Society, pero Gordon falleció ese año.